# Grand Prix Kanady 1996

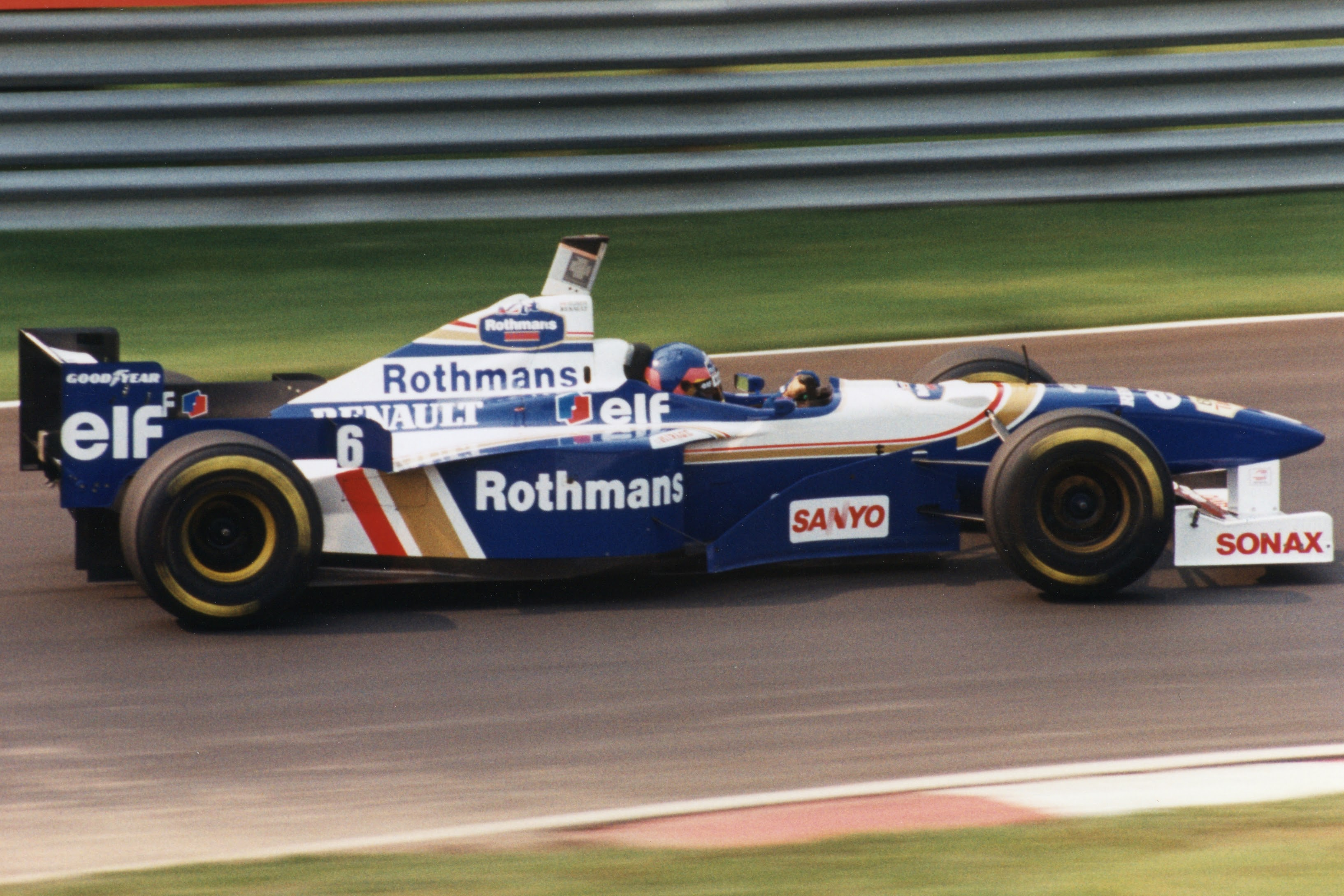
Jacques Villeneuve podczas Grand Prix Kanady 1996

Wyniki Grand Prix Kanady na Circuit Gilles Villeneuve 16 czerwca 1996.

## Wyniki

### Kwalifikacje
| P  | Nr | Kierowca              | Konstruktor(-silnik) | Opony | Czas     | Odstęp   | Strata   |
| -- | -- | --------------------- | -------------------- | ----- | -------- | -------- | -------- |
| 1  | 5  | Damon Hill            | Williams-Renault     | G     | 1:21.059 | -        | -        |
| 2  | 6  | Jacques Villeneuve    | Williams-Renault     | G     | 1:21.079 | 0:00.020 | 0:00.020 |
| 3  | 1  | Michael Schumacher    | Ferrari              | G     | 1:21.198 | 0:00.119 | 0:00.139 |
| 4  | 3  | Jean Alesi            | Benetton-Renault     | G     | 1:21.529 | 0:00.331 | 0:00.470 |
| 5  | 2  | Eddie Irvine          | Ferrari              | G     | 1:21.657 | 0:00.128 | 0:00.598 |
| 6  | 7  | Mika Häkkinen         | McLaren-Mercedes     | G     | 1:21.807 | 0:00.150 | 0:00.748 |
| 7  | 4  | Gerhard Berger        | Benetton-Renault     | G     | 1:21.926 | 0:00.119 | 0:00.867 |
| 8  | 11 | Rubens Barrichello    | Jordan-Peugeot       | G     | 1:21.982 | 0:00.056 | 0:00.923 |
| 9  | 12 | Martin Brundle        | Jordan-Peugeot       | G     | 1:22.321 | 0:00.339 | 0:01.262 |
| 10 | 8  | David Coulthard       | McLaren-Mercedes     | G     | 1:22.332 | 0:00.011 | 0:01.273 |
| 11 | 9  | Olivier Panis         | Ligier-Mugen-Honda   | G     | 1:22.481 | 0:00.149 | 0:01.422 |
| 12 | 15 | Heinz-Harald Frentzen | Sauber-Ford          | G     | 1:22.875 | 0:00.394 | 0:01.816 |
| 13 | 17 | Jos Verstappen        | Footwork-Hart        | G     | 1:23.067 | 0:00.192 | 0:02.008 |
| 14 | 19 | Mika Salo             | Tyrrell-Yamaha       | G     | 1:23.118 | 0:00.051 | 0:02.059 |
| 15 | 14 | Johnny Herbert        | Sauber-Ford          | G     | 1:23.201 | 0:00.083 | 0:02.142 |
| 16 | 21 | Giancarlo Fisichella  | Minardi-Ford         | G     | 1:23.519 | 0:00.318 | 0:02.460 |
| 17 | 18 | Ukyō Katayama         | Tyrrell-Yamaha       | G     | 1:23.599 | 0:00.080 | 0:02.540 |
| 18 | 10 | Pedro Diniz           | Ligier-Mugen-Honda   | G     | 1:23.959 | 0:00.360 | 0:02.900 |
| 19 | 20 | Pedro Lamy            | Minardi-Ford         | G     | 1:24.262 | 0:00.303 | 0:03.203 |
| 20 | 22 | Luca Badoer           | Forti-Ford           | G     | 1:25.012 | 0:00.750 | 0:03.953 |
| 21 | 16 | Ricardo Rosset        | Footwork-Hart        | G     | 1:25.193 | 0:00.181 | 0:04.134 |
| 22 | 23 | Andrea Montermini     | Forti-Ford           | G     | 1:26.109 | 0:00.916 | 0:05.050 |
| P  | Nr | Kierowca              | Konstruktor(-silnik) | Opony | Czas     | Odstęp   | Strata   |

### Wyścig
| P                 | + / –     | Nr | Kierowca              | Konstruktor        | Opony | Okr. | Czas / Strata | Komentarz          |
| ----------------- | --------- | -- | --------------------- | ------------------ | ----- | ---- | ------------- | ------------------ |
| 1                 | Bez zmian | 5  | Damon Hill            | Williams-Renault   | G     | 69   | 1h36:03.465   |                    |
| 2                 | Bez zmian | 6  | Jacques Villeneuve    | Williams-Renault   | G     | 69   | +0:04.183     |                    |
| 3                 | 1         | 3  | Jean Alesi            | Benetton-Renault   | G     | 69   | +0:54.656     |                    |
| 4                 | 6         | 8  | David Coulthard       | McLaren-Mercedes   | G     | 69   | +1:03.673     |                    |
| 5                 | 1         | 7  | Mika Häkkinen         | McLaren-Mercedes   | G     | 68   | +1 okr.       |                    |
| 6                 | 3         | 12 | Martin Brundle        | Jordan-Peugeot     | G     | 68   | +1 okr.       |                    |
| 7                 | 8         | 14 | Johnny Herbert        | Sauber-Ford        | G     | 68   | +1 okr.       |                    |
| 8                 | 8         | 21 | Giancarlo Fisichella  | Minardi-Ford       | G     | 67   | +2 okr.       |                    |
| Niesklasyfikowani |           |    |                       |                    |       |      |               |                    |
|                   |           | 20 | Pedro Lamy            | Minardi-Ford       | G     | 44   |               | kolizja z Brundle  |
|                   |           | 22 | Luca Badoer           | Forti-Ford         | G     | 44   |               | skrzynia biegów    |
|                   |           | 4  | Gerhard Berger        | Benetton-Renault   | G     | 42   |               | poślizg            |
|                   |           | 1  | Michael Schumacher    | Ferrari            | G     | 41   |               | półoś napędowa     |
|                   |           | 9  | Olivier Panis         | Ligier-Mugen-Honda | G     | 39   |               | silnik             |
|                   |           | 19 | Mika Salo             | Tyrrell-Yamaha     | G     | 39   |               | silnik             |
|                   |           | 10 | Pedro Diniz           | Ligier-Mugen-Honda | G     | 38   |               | silnik             |
|                   |           | 11 | Rubens Barrichello    | Jordan-Peugeot     | G     | 22   |               | sprzęgło           |
|                   |           | 23 | Andrea Montermini     | Forti-Ford         | G     | 22   |               | elektryka          |
|                   |           | 15 | Heinz-Harald Frentzen | Sauber-Ford        | G     | 19   |               | skrzynia biegów    |
|                   |           | 17 | Jos Verstappen        | Footwork-Hart      | G     | 10   |               | silnik             |
|                   |           | 16 | Ricardo Rosset        | Footwork-Hart      | G     | 6    |               | kolizja z Katayamą |
|                   |           | 18 | Ukyō Katayama         | Tyrrell-Yamaha     | G     | 6    |               | kolizja z Rossetem |
|                   |           | 2  | Eddie Irvine          | Ferrari            | G     | 1    |               | zawieszenie        |
| P                 | + / –     | Nr | Kierowca              | Konstruktor        | Opony | Okr. | Czas / Strata | Komentarz          |

### Najszybsze okrążenie
| Nr | Kierowca           | Konstruktor      | Opony | Czas     | Okr. |
| -- | ------------------ | ---------------- | ----- | -------- | ---- |
| 6  | Jacques Villeneuve | Williams-Renault | G     | 1:21.916 | 67   |